# Gnesta
Gnesta je malé město a zároveň sídlo stejnojmenné obecní správy. V roce 2010 v něm žilo 5562 obyvatel. Gnesta leží na rozhraní dvou krajů, takže část je ve Stockholmském kraji a část v kraji Södermanland. Gnesta se nachází necelých 25 km jihozápadně od města Södertälje a asi 50 km jihozápadně od Stockholmu. Ze Stockholmu sem vede jedna z tratí Stockholmské příměstské železnice (švédsky Stockholms pendeltåg), která zde má konečnou stanici (Stockholm – Södertälje centrum – Gnesta).

## Zajímavosti
V městě Gnesta se v roce 1922 narodil významný švédský herec Keve Hjelm. Gnesta se stala lokací pro film z roku 2009, který byl natočen podle románu Stieg Larssona Muži, kteří nenávidí ženy a
ve filmu představuje fiktivní ostrovy Hedestad a Hedeby.

## Fotogalerie

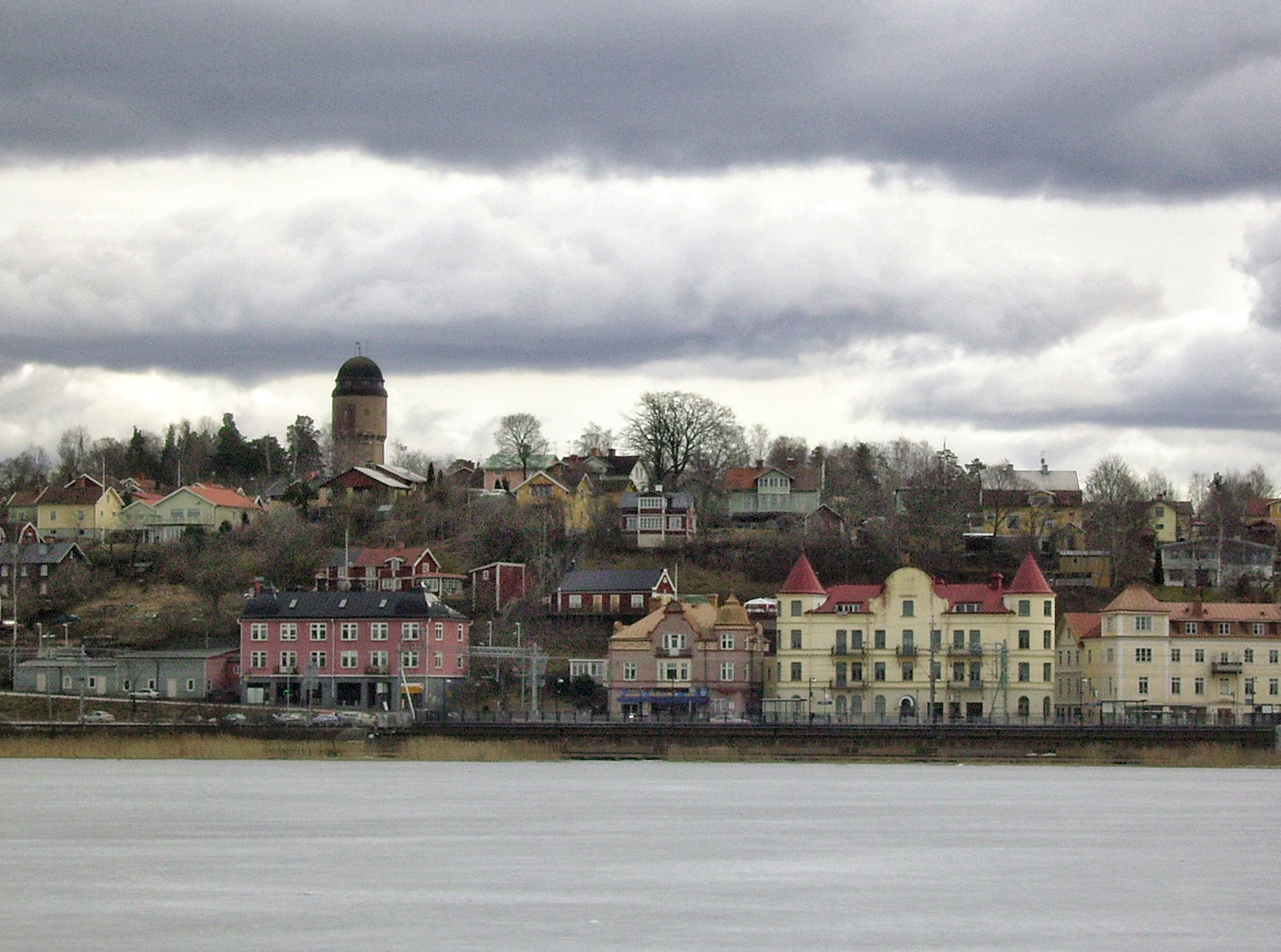
Gnesta: pohled od Frösjön
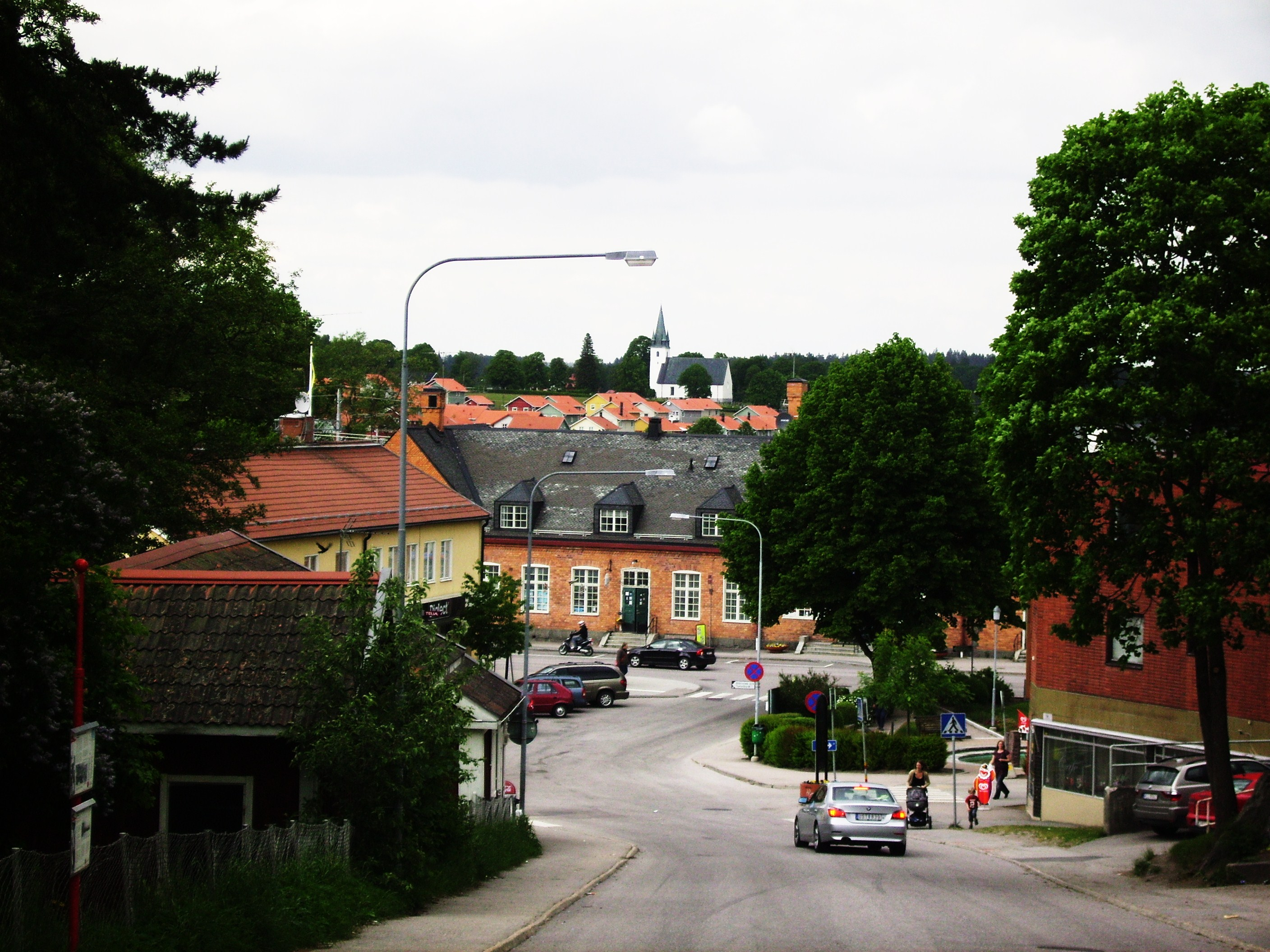
Pohled na část města
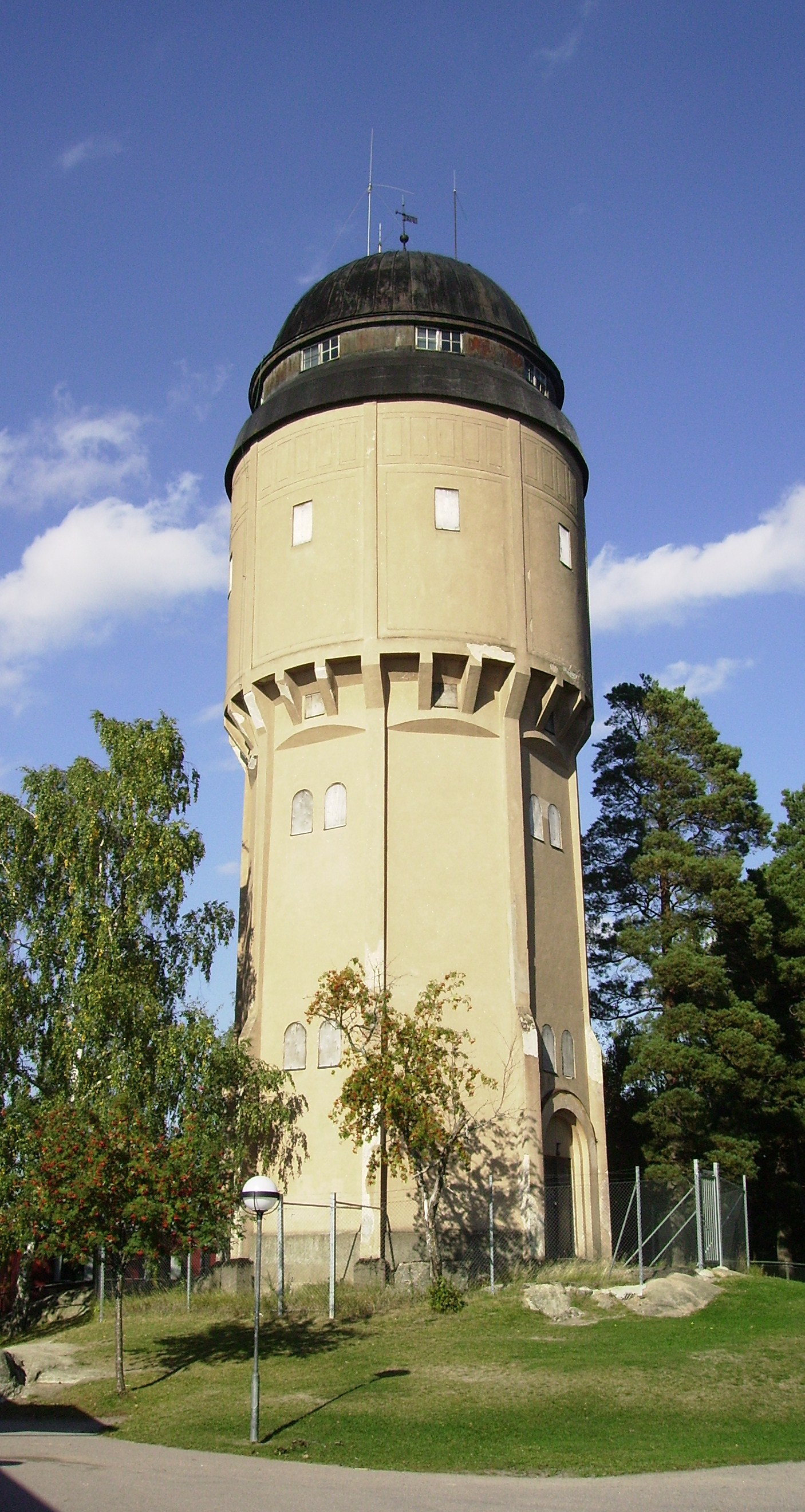
Stará vodárna